# Уир, Джозеф
Джозеф Уокер Уир (англ. Joseph Walker Wear; 27 ноября 1876, Сент-Луис, Миссури — 4 июня 1941, Филадельфия, Пенсильвания) — американский теннисист, бронзовый призёр летних Олимпийских игр 1904 года.
Старший брат теннисиста Артура Уира, который участвовал в этой же Олимпиаде.
На Играх 1904 года в Сент-Луисе Уир участвовал только в парном разряде. Вместе с Алленом Уэстом они дошли до полуфинала и получили бронзовые медали.